# Cywilizacja Suahili

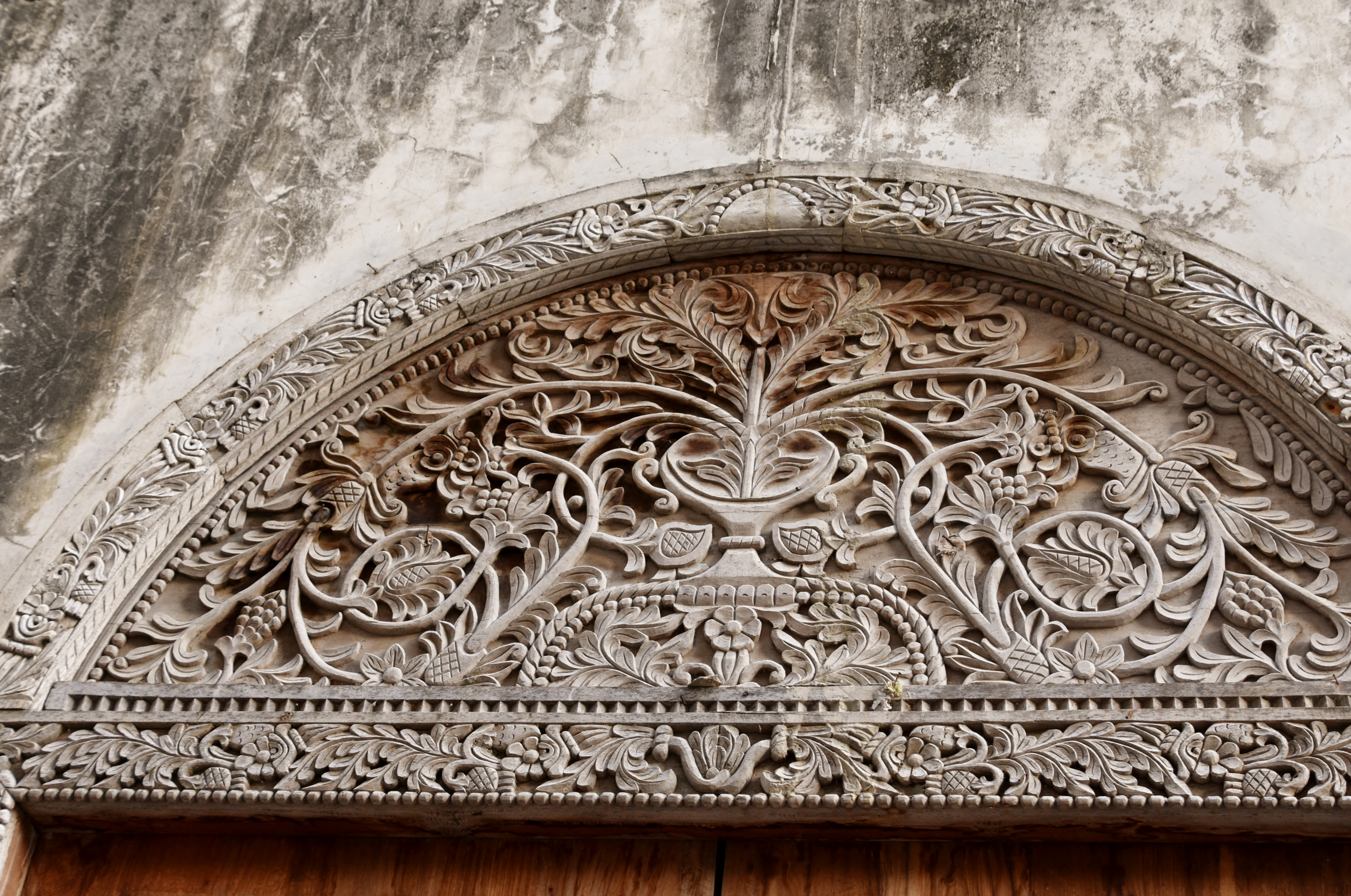
Rzeźbione nadproże z Kamiennego Miasta na Zanzibarze

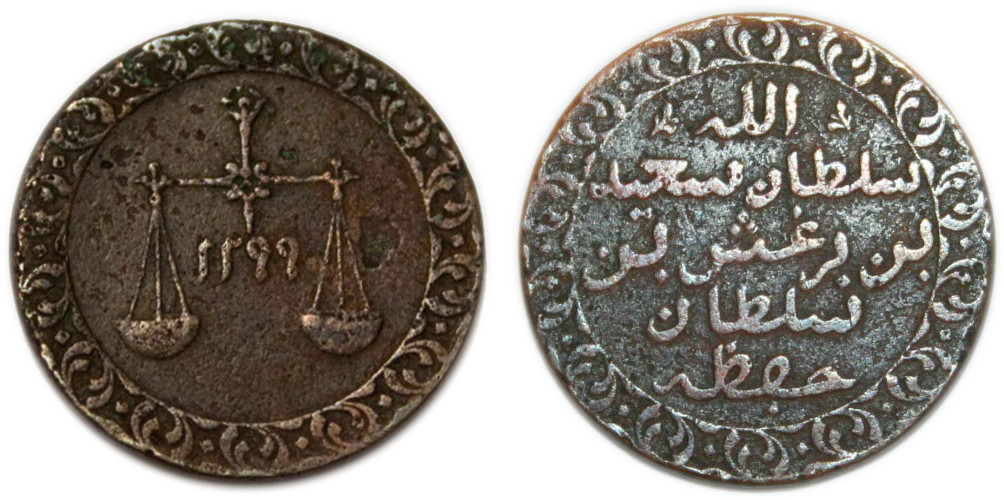
Zanzibarska moneta z 1299 ery muzułmańskiej

Cywilizacja Suahili – grupa kultur przedkolonialnej Afryki Wschodniej, powstałych około X w. n.e. w wyniku przemieszania się kultur Bantu z Kuszytami i napływową ludnością muzułmańską z Półwyspu Arabskiego i znad Zatoki Perskiej. W czasie swojego największego rozkwitu wpływy cywilizacji Suahili sięgały od Rogu Afryki (tereny dzisiejszej Somalii) aż po tereny północnego Mozambiku. Była to cywilizacja o charakterze handlowym – z Afryki Wschodniej eksportowano towary (gł. kość słoniową, skóry zwierząt, płody rolne i niewolników), importowano zaś płótno, metale, ceramikę, cukier i zboża z Bliskiego Wschodu, Indii i Chin. Suahilczycy byli też pierwszym ludem Czarnej Afryki, który zdobył broń palną. Głównymi suahilijskimi ośrodkami handlowymi były miasta Lamu, Zanzibar, Malindi, Pate, Kilwa i wyspa Mozambik, nigdy nie doszło jednak w tym rejonie do wytworzenia większych struktur państwowych. Kres cywilizacji położyły w XIX wieku wojny Masajów, którzy przybyli wówczas na te tereny, uciekając przed powtarzającymi się wówczas suszami, a także europejska kolonizacja na przełomie XIX i XX stulecia.